# Lipoxigenasa
Les Lipoxigenases són una família d'enzims que contenen ferro i catalitzen la dioxigenació d'àcids grassos poliinsaturats en els lípids que contenen una estructura cis,cis-1,4- pentadiè. La seva catàlisi és segons la següent reacció :
Àcid gras + O₂ = hidroperòxid d'àcid gras
Les lipoxigenases es troben en plantes, animals i fongs. Els productes de les lipoxigenases intervenen en diverses funcions cel·lulars.

## Funció biològica i classificació
Aquests enzims són més comuns en plantes i intervenen en diversos aspectes de la fisiologia vegetal, com ara el creixement i el desenvolupament, la resistència a les plagues, la senescència o la resposta a les ferides. En els mamífers, un gran nombre d'isozims de lipoxigenases intervenen en el metabolisme d'eicosanoids (com les prostaglandines, leucotriens i eicosanoids no clàssics.

## Classificació bioquímica
| EC 1.13.11.12 | lipoxigenasa                | (linoleat:oxigen 13-oxidoreductasa)    | linoleat + O₂ = (9Z,11E,13S)-13-hidroperoxioctadeca-9,11-dienoat               |
| EC 1.13.11.31 | araquidonat 12-lipoxigenasa | (araquidonat:oxigen 12-oxidoreductasa) | araquidonat + O₂ = (5Z,8Z,10E,12S,14Z)-12-hidroperoxicosa-5,8,10,14-tetraenoat |
| EC 1.13.11.33 | araquidonat 15-lipoxigenasa | (araquidonat:oxigen 15-oxidoreductasa) | araquidonat + O₂ = (5Z,8Z,11Z,13E,15S)-15-hidroperoxicosa-5,8,11,13-tetraenoat |
| EC 1.13.11.34 | araquidonat 5-lipoxigenasa  | (araquidonat:oxigen 5-oxidoreductasa)  | araquidonat + O₂ = leucotrien A₄ + H₂                                          |
| EC 1.13.11.40 | araquidonat 8-lipoxigenasa  | (araquidonat:oxigen 8-oxidoreductasa)  | araquidonat + O₂ = (5Z,8R,9E,11Z,14Z)-8-hidroperoxicosa-5,9,11,14-tetraenoat   |

La lipoxigenasa 1 de la soia mostra l'efecte isòtop cinètic (KIE) sobre kcat (kH/kD). Per això, la lipoxigenasa de la soia serveix de prototip per reaccions catalitzades per enzims en tunelació d'hidrogen.
Les proteïnes humanes de la família lipoxigenasa inclouen ALOX12, ALOX12B, ALOX12P2, ALOX15, ALOX15B, ALOX5 i ALOXE3.